# AFC Bournemouth
Der AFC Bournemouth (offiziell: Association Football Club Bournemouth) – auch bekannt als The Cherries (deutsch Die Kirschen) – ist ein englischer Fußballverein aus Bournemouth. Er wurde im Jahr 1899 gegründet und spielte mit Beginn der Saison 2015/16 erstmals in der Premier League. Der Aufstieg in die höchste Spielklasse stellt zudem den größten Erfolg der Vereinsgeschichte dar. Nach dem Abstieg 2020 gelang zwei Jahre später die Rückkehr in die höchste englische Spielklasse.

## Geschichte

### Gründungsphase und Rekordzeit in der dritten Liga
Nach der Gründung im Jahr 1899 als Boscombe Football Club, benannt nach einem gleichnamigen Vorort von Bournemouth, spielte der Verein zunächst im Bereich des Kings Parks, wo auch die heutige Spielstätte, das Goldsands Stadium angesiedelt ist. Im Jahr 1910 erhielt der Verein den Spitznamen The Cherries, wobei sowohl die rote Spielkleidung, als auch die Tatsache, dass sich in der Nähe ein Garten mit Kirschbäumen befand, dazu Pate stand.
Mit der Umbenennung in Bournemouth and Boscombe Athletic Football Club des Jahres 1923 begann der Weg in den Profifußball in der Third Division South. Nach dem ersten Spiel, das mit 1:3 gegen Swindon Town verloren wurde, hielt sich der Verein in 43 Spielzeiten in der dritthöchsten englischen Liga auf, wobei ab der Saison 1958/59 die Third Division eingleisig wurde. Damit stellte der Klub einen Rekord für den längsten ununterbrochenen Aufenthalt in der Drittklassigkeit auf.
Den ersten Erfolg feierte der Verein kurz nach Beendigung des Zweiten Weltkriegs, als an der Stamford Bridge der FC Walsall im Endspiel des Third Division (South) Cup geschlagen werden konnte. In der Saison 1956/57 besiegte die Mannschaft im FA Cup nacheinander Burton Albion, Swindon Town, Accrington, die Wolverhampton Wanderers und Tottenham Hotspur, bevor sie dann mit einem 1:2 an Manchester United scheiterte. Diesem Spiel wohnten 28.799 Zuschauer bei, was bis zum heutigen Tag den Rekordbesuch darstellt. In Anerkennung der Leistungen im FA Cup erhielt der Verein im Anschluss den Giant Killers Cup.

### Abstieg und Neubeginn
Im Jahr 1970 stieg der Verein erstmals in die Fourth Division ab. Es folgte der direkte Wiederaufstieg, bei dem Ted MacDougall 49 Tore schoss. Der Verein benannte sich kurz vor Beginn der anschließenden Saison in AFC Bournemouth um. MacDougall machte in der anschließenden Spielzeit erneut auf sich aufmerksam, als er beim 11:0-Sieg gegen Margate neun Tore erzielen konnte.
Nach einem knapp verpassten Aufstieg in der ersten Saison nach der Rückkehr in die Third Division, stieg der AFC Bournemouth 1975 sogar wieder in die vierte Liga ab und musste MacDougall neben Trainer John Bond ziehen lassen. In den nächsten sechs Jahren spielte der Verein in der untersten englischen Liga, bevor in der Saison 1981/82 unter Spielertrainer David Webb der Aufstieg gesichert werden konnte. Trotz dieses Erfolgs wurde Webb durch den ehemaligen Spieler Harry Redknapp als Interimstrainer ersetzt. Nach einem schwachen Start in die Saison 1983/84 unter Don Megson übernahm Redknapp dauerhaft die Leitung der Mannschaft und erzielte einen überraschenden 2:0-Sieg im FA Cup gegen Manchester United. Dennoch schloss der Verein am Ende der Meisterschaftsrunde auf einem schwachen 17. Tabellenplatz ab.

### Der AFC Bournemouth unter Harry Redknapp
Es folgte eine positive Entwicklung unter Redknapp, als im Jahr 1984 zunächst der erstmals ausgespielte Associate Members’ Cup gewonnen wurde und in der Saison 1986/87 als Drittligameister erstmals der Sprung in Second Division gelang.
Dort konnte in zwei Spielzeiten der Klassenerhalt gesichert werden, bis am letzten Spieltag der Saison 1989/90 in der Begegnung gegen Leeds United, die sich selbst wiederum im Kampf um die Zweitligameisterschaft befanden, ein Sieg zum erneuten Verbleib in der Second Division benötigt wurde. Bournemouth verlor diese Partie, wobei im Umfeld des Spiels zahlreiche Anhänger von Leeds sowohl im als auch außerhalb des Stadions großen Schaden anrichteten. Redknapp scheiterte in den anschließenden zwei Jahren in den Play-off-Spielen jeweils knapp am Wiederaufstieg und trat dann von seinem Posten zurück.

### Finanzielle Probleme
Als dann Tony Pulis die sportliche Leitung übernahm, verschlechterten sich die Tabellenstände weiter und wurden von zunehmenden finanziellen Problemen des Vereins begleitet. Pulis wurde zu Beginn der Saison 1994/95 durch den früheren Spieler Mel Machin ersetzt und nach einer Aufholjagd verblieb Bournemouth noch knapp in der dritten Liga. Danach stabilisierten sich die Mannschaftsleistungen etwas, nachdem es Machin gelungen war, einige neue Spieler ablösefrei zu verpflichten. Dennoch summierten sich die Verbindlichkeiten auf mittlerweile drei Millionen Pfund und es drohte der Bankrott. Dieser konnte über einen Treuhandfonds unter Leitung von Trevor Watkins, der später Präsident des Vereins wurde, abgewendet werden. Danach konnte Bournemouth durch die erneute Finalteilnahme in der Football League Trophy des Jahres 1998 positiv auf sich aufmerksam machen, verloren diese Begegnung jedoch mit 1:2 gegen Grimsby Town.
Zum Abschluss der Saison 1998/99 verpasste der Verein durch ein 0:0 im letzten Spiel gegen den AFC Wrexham und dem siebten Platz in der Tabelle nur durch ein weniger erzieltes Tor die Qualifikation zu den Play-offs für den Aufstieg in die zweite Liga. Abseits des Platzes hatte Bournemouth jedoch wieder verstärkt mit Geldschwierigkeiten zu kämpfen, die wiederum zu Spielerverkäufen führten. Nachdem auch eine Verletzungsmisere in den Reihen der Mannschaft um sich griff und der Klub in das untere Mittelfeld abrutschte, wurde Machin von seinem Co-Trainer Sean O’Driscoll beerbt und wechselte selbst in die Position des technischen Direktors. Trotz einiger schlechter Vorzeichen war Bournemouth in der Saison 2000/01 wieder aussichtsreicher Anwärter im Kampf um die Aufstiegsplätze, woran vor allem der von West Ham United ausgeliehen spätere Nationalspieler Jermain Defoe mit 19 Toren einen maßgeblichen Anteil hatte. Am letzten Spieltag verpasste man durch ein spannendes 3:3 bei dem unmittelbaren Konkurrenten Wigan Athletic den Einzug in die Play-offs um den Aufstieg.

### Aufstieg von der vierten Liga in die Premier League
Die gestiegenen Erwartungen wurden aber bereits im darauffolgenden Jahr enttäuscht. Nachdem man während des Umbaus des eigenen Stadions eine Zeit in Dorchester spielen musste, stieg der Verein am Ende der Saison ab, woraufhin jedoch der direkte Wiederaufstieg folgte. Die Schulden hatten sich mittlerweile auf fünf Millionen Pfund erhöht. Dennoch stabilisierten sich die Leistungen in der oberen Tabellenhälfte der dritten Liga in der Folgezeit und Bournemouth konzentrierte sich unter Trainer O’Driscoll auf die Entwicklung junger Talente, wobei der Mannschaft in dieser Zeit von Seiten der Fachwelt bescheinigt wurde, einen attraktiven Offensivfußball zu spielen. Im September 2006 verließ O’Driscoll den Verein in Richtung der Doncaster Rovers. Nachfolger wurde der ehemalige Vereinsspieler Kevin Bond und der Verein belegte in der Saison 2006/07 einen etwas enttäuschenden 19. Tabellenplatz.
Am Ende der Spielzeit 2007/08 stieg der AFC Bournemouth in die Football League Two ab. Nachdem der Verein Regeln der Football League während des Insolvenzverfahren missachtet hatte, bestrafte ihn der Ligaverband mit einem 17-Punkte-Abzug für die Saison 2008/09. Mit Jimmy Quinn übernahm am 2. September 2008 ein ehemaliger Spieler des Klubs für einige Monate die Trainingsleitung, bevor am 1. Januar 2009 Eddie Howe dessen Nachfolger wurde. Unter seiner Führung gelang den Cherries trotz des Punktabzugs der Klassenerhalt in der Football League Two. Ohne das Handicap eines Punktabzugs gelang ein guter Start in die Saison 2009/10, an deren Ende die Rückkehr in die dritthöchste Spielklasse (League One) stand. Die Saison 2012/13 wurde mit dem zweiten Platz abgeschlossen, der zum Aufstieg in die zweitklassige Football League Championship berechtigt.
In der Saison 2014/15 gelang Bournemouth am 46. Spieltag mit einem 3:0 gegen Charlton Athletic der erstmalige Aufstieg in die Premier League. Die Mannschaft verbrachte die meiste Zeit in den Aufstiegsrängen und ließ sich trotz starker Konkurrenz aus Middlesbrough und Norwich den direkten Aufstiegsplatz nicht mehr nehmen. Zugleich wurde Bournemouth mit 90 Punkten aus 46 Spielen vor dem FC Watford Meister der Football League Championship.
In der ersten Premier League Saison der Vereinsgeschichte schaffte der AFC Bournemouth den Klassenerhalt und beendete die Saison 2015/16 auf dem 16. Tabellenplatz.
In der Saison 2016/17 spielte der Verein eine sehr gute Saison und landete letztendlich auf dem 9. Tabellenplatz. In den Folgejahren (Saison 2017/18 im 12. Rang und Saison 2018/19 im 14. Rang) konnte der Verein problemlos die Ligazugehörigkeit wahren.
Nach fünf Jahren in der höchsten englischen Spielklasse stieg Bournemouth 2019/20 wieder in die zweite Liga ab. In der Saison 2020/21 erreichten die Cherries den sechsten Platz, und das obwohl man die letzten drei Ligaspiele allesamt verlor. Im Play-off um den Aufstieg gewann man das Halbfinal-Hinspiel gegen den FC Brentford mit 1:0, verlor jedoch trotz früher Führung im Rückspiel mit 1:3. Zur Saison 2021/22 gelang durch einen starken Schlussspurt der zweite Platz hinter dem FC Fulham, womit der erneute Aufstieg in die Premier League gefestigt war. Bournemouth verlor dabei nur acht Ligaspiele und damit weniger als jede andere Mannschaft.
Im Dezember 2022 wechselte der Club in den Besitz des Konsortiums Black Knight Football Club um den Unternehmer Bill Foley, Gründer und Inhaber des US-amerikanischen Eishockey-Franchise Vegas Golden Knights. Foley übernahm auch den Vorsitz des Clubs.

## Kader der Saison 2024/25
Stand 29. April 2025
| Nr. |                    | Position | Name              |
| --- | ------------------ | -------- | ----------------- |
| 2   | Spanien            | AB       | Dean Huijsen      |
| 3   | Ungarn             | AB       | Milos Kerkez      |
| 4   | England            | MF       | Lewis Cook        |
| 5   | Argentinien        | AB       | Marcos Senesi     |
| 7   | Wales              | MF       | David Brooks      |
| 8   | England            | MF       | Alex Scott        |
| 9   | Brasilien          | ST       | Evanilson         |
| 10  | Schottland         | MF       | Ryan Christie     |
| 11  | Burkina Faso       | MF       | Dango Ouattara    |
| 12  | Vereinigte Staaten | MF       | Tyler Adams       |
| 13  | Spanien            | TW       | Kepa Arrizabalaga |
| 15  | England            | AB       | Adam Smith        |
| 16  | England            | MF       | Marcus Tavernier  |
| 17  | Kolumbien          | MF       | Luis Sinisterra   |

| Nr. |                    | Position | Name            |
| --- | ------------------ | -------- | --------------- |
| 19  | Niederlande        | ST       | Justin Kluivert |
| 20  | Argentinien        | AB       | Julio Soler     |
| 21  | Kanada             | ST       | Daniel Jebbison |
| 22  | Mexiko             | AB       | Julián Araujo   |
| 23  | England            | AB       | James Hill      |
| 24  | Ghana              | ST       | Antoine Semenyo |
| 26  | Turkei             | ST       | Enes Ünal       |
| 27  | Ukraine            | AB       | Illja Sabarnyj  |
| 35  | Wales              | AB       | Owen Bevan      |
| 40  | England            | TW       | Will Dennis     |
| 45  | Vereinigte Staaten | AB       | Matai Akinmboni |
| 48  | England            | AB       | Max Kinsey      |
|     | Schottland         | TW       | Callan McKenna  |

## Trainer
- Harry Kinghorn (1923–1925)
- Leslie Knighton (1925–1928)
- Frank Richards (1928–1930)
- Billy Birrell (1930–1935)
- Bob Crompton (1935–1936)
- Charlie Bell (1936–1939)
- Harry Kinghorn (1939–1947)
- Harry Lowe (1947–1950)
- Jack Bruton (1950–1956)
- Freddie Cox (1956–1958)
- Don Welsh (1958–1961)
- Bill McGarry (1961–1963)
- Reg Flewin (1963–1965)
- Freddie Cox (1965–1970)
- John Bond (1970–1973)
- Trevor Hartley (1973–1975)
- John Benson (1975–1978)
- Alec Stock (1979–1980)
- David Webb (1980–1982)
- Don Megson (1983)
- Harry Redknapp (1983–1992)
- Tony Pulis (1992–1994)
- Mel Machin (1994–2000)
- Sean O’Driscoll (2000–2006)
- Kevin Bond (2006–2008)
- Jimmy Quinn (2008)
- Eddie Howe (2008–2011)
- Lee Bradbury (2011–2012)
- Paul Groves (2012)
- Eddie Howe (2012–2020)
- Jason Tindall (2020–2021)
- Jonathan Woodgate (2021)
- Scott Parker (2021–2022)
- Gary O’Neil (2022–2023)
- Andoni Iraola (2023–)

## Ehemalige Spieler
- Nigel Spackman (1980–1983)
- George Best (1983)
- Colin Clarke (1985–1986, 1988)
- Luther Blissett (1988–1991)
- Jamie Redknapp (1989–1991)
- Matt Holland (1994–1997)
- Rio Ferdinand (1996–1997)
- John O’Shea (2000)
- Jermain Defoe (2000–2001, 2017–2020)

## Ligazugehörigkeit
- 1903–1920: Hampshire League
- 1920–1923: Southern League
- 1923–1970: Football League Third Division
- 1970–1971: Football League Fourth Division
- 1971–1975: Football League Third Division
- 1975–1982: Football League Fourth Division
- 1982–1987: Football League Third Division
- 1987–1990: Football League Second Division
- 1990–1992: Football League Third Division
- 1992–2002: Football League Second Division
- 2002–2003: Football League Third Division
- 2003–2004: Football League Second Division
- 2004–2008: Football League One
- 2008–2010: Football League Two
- 2010–2013: Football League One
- 2013–2015: Football League Championship
- 2015–2020: Premier League
- 2020–2022: EFL Championship
- seit 2022: Premier League